# Sporormiaceae
Sporormiaceae es una familia de hongos en el orden Pleosporales. Los taxones poseen una distribución cosmopolita y son  sapróbicos en estiércol (coprófilos) y vegetación en descomposición.

## Descripción
Los Sporormiaceae se caracterizan por tener esporas septadas marrón oscuro con hendiduras germinales.